# Gaynor Faye
Gaynor Kay Mellor, más conocida como Gaynor Faye, es una actriz inglesa reconocida por haber interpretado a Judy Mallett en la serie Coronation Street y actualmente por interpretar a Megan Macey en Emmerdale.

## Biografía
Es hija de la productora de televisión y actriz Kay Mellor y Anthony "Tony" Mellor, su hermana mayor es la productora Yvonne Francas.
Salió con el restaurador Aaron Cowlrick por seis años pero la relación terminó en abril del 2000.
Comenzó a salir con Mark Pickering, la pareja se comprometió y el 5 de abril de 2001 le dieron la bienvenida a su primer hijo Oliver Mellor Pickering, más tarde le dieron la bienvenida a su hija, Lily Mae Pickering en marzo del 2004. Sin embargo después de 10 años juntos la relación terminó en marzo del 2010.
A principios del 2011 salió brevemente con el actor Stuart Manning.

## Carrera
Fue directora de "Rollem Productions" junto a su hermana y sus padres. 
En 1995 interpretó a una oficial de libertad condicional en un episodio de la serie The Chief.
El 2 de octubre del mismo año se unió al elenco de la popular serie británica Coronation Street donde interpretó a Judith "Judy" Mallett hasta el 26 de septiembre de 1999 después de que su personaje muriera el desplomarse en su jardín trasero mientras tendía ropa a causa de una embolia pulmonar que había desarrollado como resultado de la herida que había sufrido en la pierna en un accidente automovilístico causado por Terry Duckworth.
En el 2006 se unió al elenco de la primera temporada del programa de concurso de patinaje Dancing on Ice su pareja fue el patinador profesional Daniel Whiston, ganando el concurso en marzo del mismo año. 
En el 2011 apareció como invitada en la serie médica Casualty donde interpretó a Jane Reardon, anteriormente había aparecido por primera vez en la serie en el 2007 donde dio vida a Diane Aldington durante el episodio "Inappropriate Behaviour".
El 21 de febrero de 2012 se unió al elenco de la exitosa serie británica Emmerdale Farm donde interpreta a Megan Macey la hermana de Declan Macey, hasta ahora.

## Filmografía

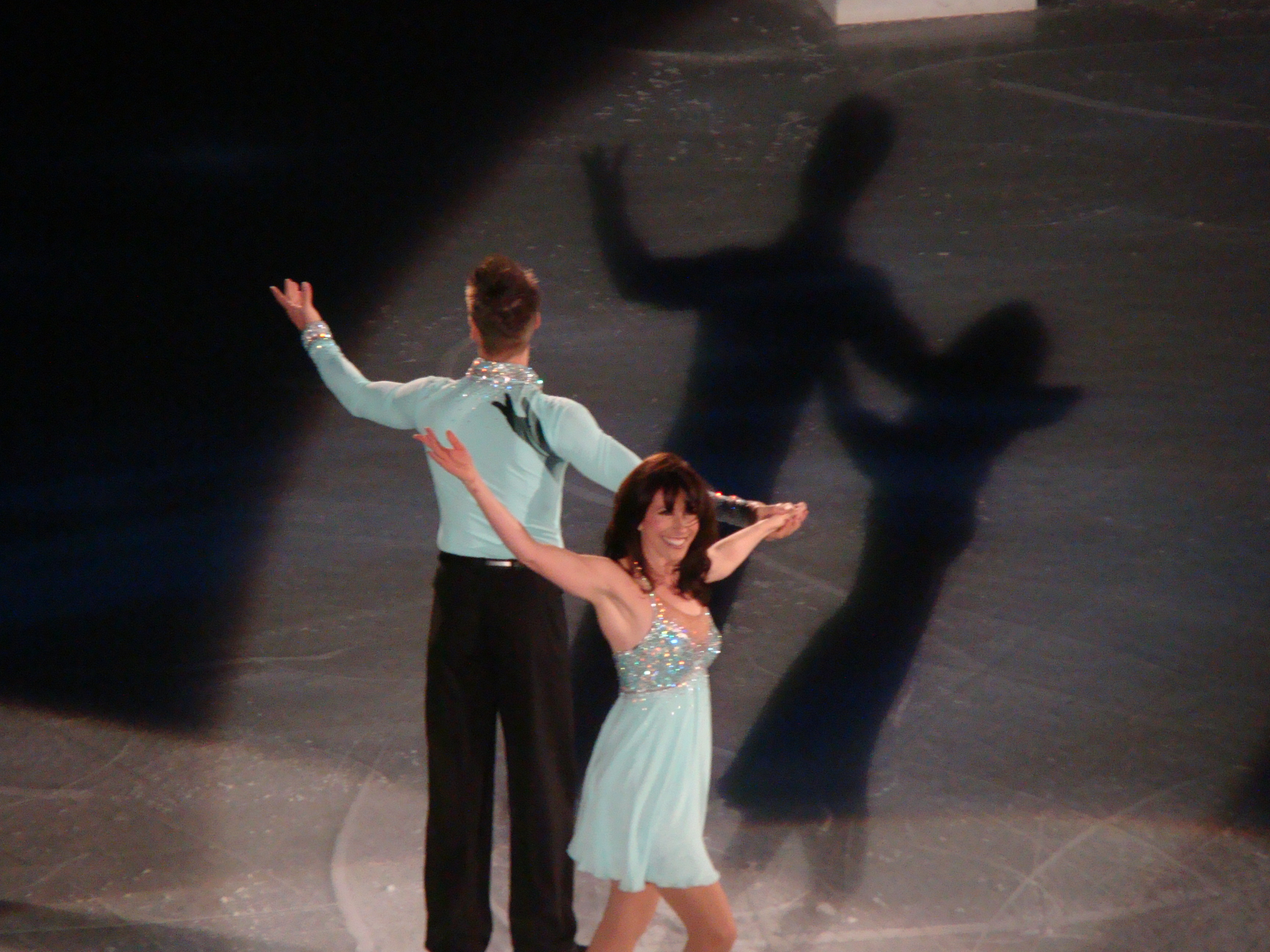
Chris durante una de sus rutinas en "Dancing on Ice" en el 2006.

Series de Televisión.:
| Año                     | Título                            | Personaje             | Notas                           |
| ----------------------- | --------------------------------- | --------------------- | ------------------------------- |
| 2012 - presente         | Emmerdale Farm                    | Megan Macey           | 267 episodios                   |
| 2011 - 2012             | Dani's House                      | Zarina Wix            | 13 episodios                    |
| 2011                    | Casualty                          | Jane Reardon          | episodio "Common Vector"        |
| 2006 - 2007             | The Chase                         | Anna Williams Bedford | 20 episodios                    |
| 2006                    | Mayo                              | Kitty McNally         | episodio # 1.5                  |
| 2000, 2002, 2004 - 2005 | Fat Friends                       | Lauren Harris         | 22 episodios                    |
| 2003                    | Between the Sheets                | Georgia Lovett        | miniserie                       |
| 2003                    | Murder in Mind                    | Alyson Holt           | episodio "Favours"              |
| 2002                    | Stan the Man                      | Julie                 | episodio # 1.5                  |
| 2000, 2002              | Playing the Field                 | Holly                 | 8 episodios                     |
| 1995 - 1999             | Coronation Street                 | Judy Mallett          | 51 episodios                    |
| 1995                    | Coogan's Run                      | Acompañante           | episodio "Dearth of a Salesman" |
| 1995                    | Men of the World                  | Judy                  | episodio "Stolen Kiss"          |
| 1995                    | The Chief                         | Oficial               | episodio # 5.2                  |
| 1994 - 1995             | Peak Practice                     | Benson                | 3 episodios                     |
| 1994                    | Downwardly Mobile                 | Mandy                 | episodio "Underarm Combat"      |
| 1992                    | The Life and Times of Henry Pratt | Mabel Billington      | episodio # 1.4 - miniserie      |
| 1991                    | Sharp End                         | Crystal               | miniserie                       |

Películas.:
| Año  | Título            | Personaje | Notas                                                                                |
| ---- | ----------------- | --------- | ------------------------------------------------------------------------------------ |
| 1999 | Fanny and Elvis   | Samantha  | junto a Kerry Fox, Ray Winstone, Ben Daniels, David Morrissey & Colin Salmon         |
| 1995 | Some Kind of Life | Lorraine  | junto a Jane Horrocks, Ray Stevenson, Gwen Taylor, Andrew Tiernan & David Hargreaves |

Escritora.:
| Año               | Título            | Notas          |
| ----------------- | ----------------- | -------------- |
| 2006              | The Chase         | episodio # 1.4 |
| 2002, 2004 - 2005 | Fat Friends       | 5 episodios    |
| 2002              | Playing the Field | 2 episodios    |

Presentadora & Narradora.:
| Año        | Programa           | Notas                       |
| ---------- | ------------------ | --------------------------- |
| 2010, 2012 | Loose Women        | 2 episodios - presentadora  |
| 2011       | Daybreak           | 18 episodios - presentadora |
| 2009       | Economy Gastronomy | narradora                   |

Apariciones.:
| Año  | Título         | Notas                   |
| ---- | -------------- | ----------------------- |
| 2010 | Dancing on Ice | episodio "Preview Show" |
| 2006 | Dancing on Ice | 12 episodios - ganadora |

Teatro.:
| Año  | Obra                        | Personaje        | Teatro              | Notas                    |
| ---- | --------------------------- | ---------------- | ------------------- | ------------------------ |
| 2009 | Calendar Girls              | -                | Noël Coward Theatre | junto a Lynda Bellingham |
| -    | The Electric Christmas Show | Sharon Christmas | -                   | -                        |
| -    | Mother Of Mine              | Joyce            | -                   | -                        |
| -    | Sold                        | Carol            | -                   | -                        |
| -    | All Innocence               | Joanna           | -                   | -                        |
| -    | Romeo and Juliet            | Juliet           | -                   | -                        |
| -    | Accident of Birth           | Mary Morgan      | -                   | -                        |
| -    | The Office Party            | -                | -                   | -                        |